# 콘도 리나
콘도 리나(近藤 里奈,こんどう りな, 1997년 2월 23일 ~ )는 일본 여성 아이돌 그룹 전 NMB48 팀M의 멤버이다.

## 개요
- 전 NMB48 팀M 멤버.
- 2016년 1월 27일, NMB48 팀M 졸업.